# Риттана
Риттана (итал. Rittana) — коммуна в Италии, располагается в регионе Пьемонт, в провинции Кунео.
Население составляет 137 человек (2008 г.), плотность населения составляет 12 чел./км². Занимает площадь 11 км². Почтовый индекс — 12010. Телефонный код — 0171.
Покровителем коммуны почитается святой Мавр, празднование 15 января и в первое воскресение мая.

## Демография
Динамика населения:

## Администрация коммуны
- Официальный сайт: